# Distretto di Ceylanpınar
Il distretto di Ceylanpınar (in turco Ceylanpınar ilçesi; in curdo Serê Kaniyê / Serêkaniyê‎) è uno dei distretti della provincia di Şanlıurfa, in Turchia.